# Résultats axés sur les patients
 (mai 2019).
Les résultats axés sur les patients (patient oriented outcomes, consumer oriented outcomes ou patient centered outcomes) sont des résultats en matière de santé jugés comme étant importants par certains patients spécifiques (tels qu'un échantillon représentatif des personnes ayant une affection médicale). L'importance de ceux-ci a été mise en avant par la quantité importante de recherches présentant des résultats jugés peu utiles ou peu importants pour les patients.

## Origine
Bien souvent dans les recherches en santé les chercheurs se focalisent sur des résultats indirects ou des marqueurs (des « résultats de substitution », de l'anglais surrogate outcomes) tels que la densité des os, l'hémoglobine glyquée (un composé sanguin associé au diabète) ou la quantité d'une substance dans le sang dans le but de prédire des résultats jugés importants (tels que le nombre de décès dans les différents groupes étudiés), notamment lorsque ceux-ci sont faciles à mesurer et parce qu'ils peuvent permettre de réduire les coûts et la durée des études (mesurer l'hémoglobine glyquée sur 6 mois et estimer les décès à long terme est souvent plus facile que de suivre un groupe de patients pendant 10 ans pour mesurer les véritables décès, parfois rares). Or, de nombreux marqueurs que l'on pensait utiles se révèlent être de mauvais prédicteurs des résultats jugés importants et il peut alors être difficile pour les patients de juger ces résultats (ex : "Est-il important pour moi de réduire mon hémoglobine glyquée de -0.1% ?"). 
Les chercheurs utilisent parfois aussi des résultats regroupant de multiples mesures (des résultats dits composés, composite results), par exemple en mesurant le nombre de [Problèmes majeurs], un résultat composé incluant 1) les décès, 2) les saignements massifs et 3) les cas de fatigue ce qui leur permet de moins recruter de participants dans les études. Or, l'importance de ce regroupement peut être difficile à interpréter pour les patients lorsque des résultats ayant des importances différentes sont regroupés (par exemple une réduction des décès serait très importante et une réduction de la fatigue en général moins importante mais une fois groupés dans le nombre de [Problèmes majeurs] il devient plus difficile d'estimer si une réduction est alors très importante ou peu importante). Ces résultats composés peuvent également induire en erreurs lorsque les effets d'un traitement ou d'une intervention ne sont pas les mêmes sur les différents résultats inclus, par exemple si les décès augmentent mais que la fatigue est très largement réduite il serait possible d'obtenir globalement une réduction des [Problèmes majeurs] alors qu'il y avait plus de décès. 
Il arrive également aux chercheurs d'utiliser des échelles de mesure pour mesurer les résultats , telles que l'échelle CHADS2 (estimation du pronostic en cas de problèmes cardiaques), le score de Glasgow (évaluation d'un coma), l'échelle HAS-BLED (évaluation du risque de saignement avec certains médicaments), l'indice de masse corporelle (ou IMC, une mesure du rapport entre le poids et la taille), etc. À nouveau l'interprétation de ces résultats peut être difficile pour les patients (ex : "Est-il important pour moi d'avoir un plus faible score sur l'échelle HAS-BLED ?"). 
Certains résultats jugés importants bien établis ne sont pas toujours mesurés dans les études en santé, par exemple les amputations, la qualité de vie et la perte de la vue dans de nombreuses études portant sur le diabète. Les recherches peuvent ainsi présenter des résultats incomplets ou insuffisants pour les patients. 
Enfin, les chercheurs tentent souvent d'obtenir des résultats dépassant un seuil statistique arbitrairement défini (le seuil de significativité, souvent évalué au moyen de la valeur p). Les résultats sont alors dits "statistiquement significatifs". Or un résultat statistiquement significatif n'implique pas pour autant que les effets sont larges ou importants pour les patients (par exemple une réduction des douleurs de 0,00001 points sur 10 pourrait être statistiquement significative mais celle-ci a peu de chances d'être jugée importante par les patients ayant des douleurs),. Interpréter ces résultats est à nouveau un défi pour les patients (ex : "Est-il important pour moi de prendre un traitement réduisant de manière statistiquement significative les douleurs ?"). 
Ces problèmes ou ces limitations ont mené à un plus grand focus sur les résultats axés sur les patients qui visent à mieux intégrer les valeurs et les priorités des patients dans la recherche en santé de manière à rendre les résultats de celle-ci plus utiles aux patients,. Les patients sont ainsi au centre des objectifs des recherches en santé et la probabilité que celles-ci soient utilisées pourrait augmenter. Par exemple, des résultats indiquant une réduction d'un score sur une échelle de mesure peu connue du risque de décès avec un traitement ont probablement moins de chances d'être jugés importants par les patients qu'une réduction des décès.
Diverses méthodes ont été développées pour identifier ces résultats et pour les prioriser tels que les interviews, les entretiens en face à face, les sondages en ligne (notamment sondage Delphi) ou au travers de forums, etc. À titre d'exemple l'initiative COMET (Core Outcome Measures in Effectiveness Trials) vise à identifier des sets de résultats jugés comme méritant d'être mesurés dans tous les essais cliniques portant sur une affection médicale spécifique et l'institut de recherche sur les résultats axés sur les patients (Patient-Centered Outcomes Research Institute, PCORI) fondé par l'Agency for Healthcare Research and Quality (en) américaine a été créé pour promouvoir les recherches guidées par les patients. Des standards (COS-STAD) pour l'identification et la priorisation des résultats clés existent également depuis 2017.

## Exemples de résultats axés sur les patients
Les résultats en santé suivants sont souvent jugés comme importants par les patients, :
- Symptômes
- Qualité de vie
- Durée de vie
- Mortalité
- Récurrence de la maladie
- Risque de développer des handicaps, morbidité
- Coûts liés à l'affection ou au traitement
- Effets indésirables, complications
- Connaissances quant aux risques des traitements, bénéfices
- Modification des compétences (ex : gestion de l'anxiété)
- Modifications du poids

Les résultats jugés comme étant importants peuvent varier en fonction de nombreux facteurs tels que la condition médicale (si une maladie guérit généralement d'elle-même en quelques jours des modifications des symptômes peuvent être jugées moins importantes qu'avec une maladie durant des années), le statut économique (les personnes ayant beaucoup de ressources peuvent juger les coûts moins importants que celles ayant des revenus plus limités) et la durée de vie estimée (les personnes de 105 ans pourraient juger une augmentation de la durée de vie comme moins importante que celles de 20 ans).

## Bénéfices
- Augmentation de la pertinence et de l'utilité des recherches en santé pour les patients[1]. Si les patients peuvent sélectionner les résultats jugés importants et utiles pour eux, la probabilité que des recherches leur semblent pertinentes et qu'ils souhaitent appliquer les résultats de celles-ci pourrait être supérieure.
- Meilleur recrutement des participants dans les études et meilleure rétention de ceux-ci[12]. Lorsque l'étude porte sur un résultat directement important aux participants (ex : décès) plutôt que sur un résultat dont l'importance est plus difficile à établir (ex : score CHADS2) les participants seraient alors plus motivés à la fois à participer à l'étude et à rester dans celle-ci.

## Risques
- Augmentation des coûts de la recherche, des ressources nécessaires[1]. Par exemple lorsque des résultats sont rajoutés aux études alors qu'il n'était pas initialement prévu de les mesurer.
- Temps et efforts requis de la part des patients[1], notamment lors des interviews, trajets ou des sondages avec ceux-ci pour permettre d'établir les résultats jugés importants.
- Biais liés aux préférences non-représentatives de certains patients[13]. Certains patients pourraient essayer de diriger les recherches en santé vers certains résultats qu'ils jugent importants alors que la large majorité des patients similaires ne les jugent pas comme étant importants.